# Gregarina balani
Gregarina balani is een soort in de taxonomische indeling van de Myzozoa, een stam van microscopische parasitaire dieren. Het organisme komt uit het geslacht Gregarina en behoort tot de familie Gregarinidae. Gregarina balani werd in 1912 ontdekt door Tregouboff.